# Apeadeiro de Rio Meão
O Apeadeiro de Rio Meão é uma gare da Linha do Vouga, que serve a localidade de Rio Meão, no Distrito de Aveiro, em Portugal.

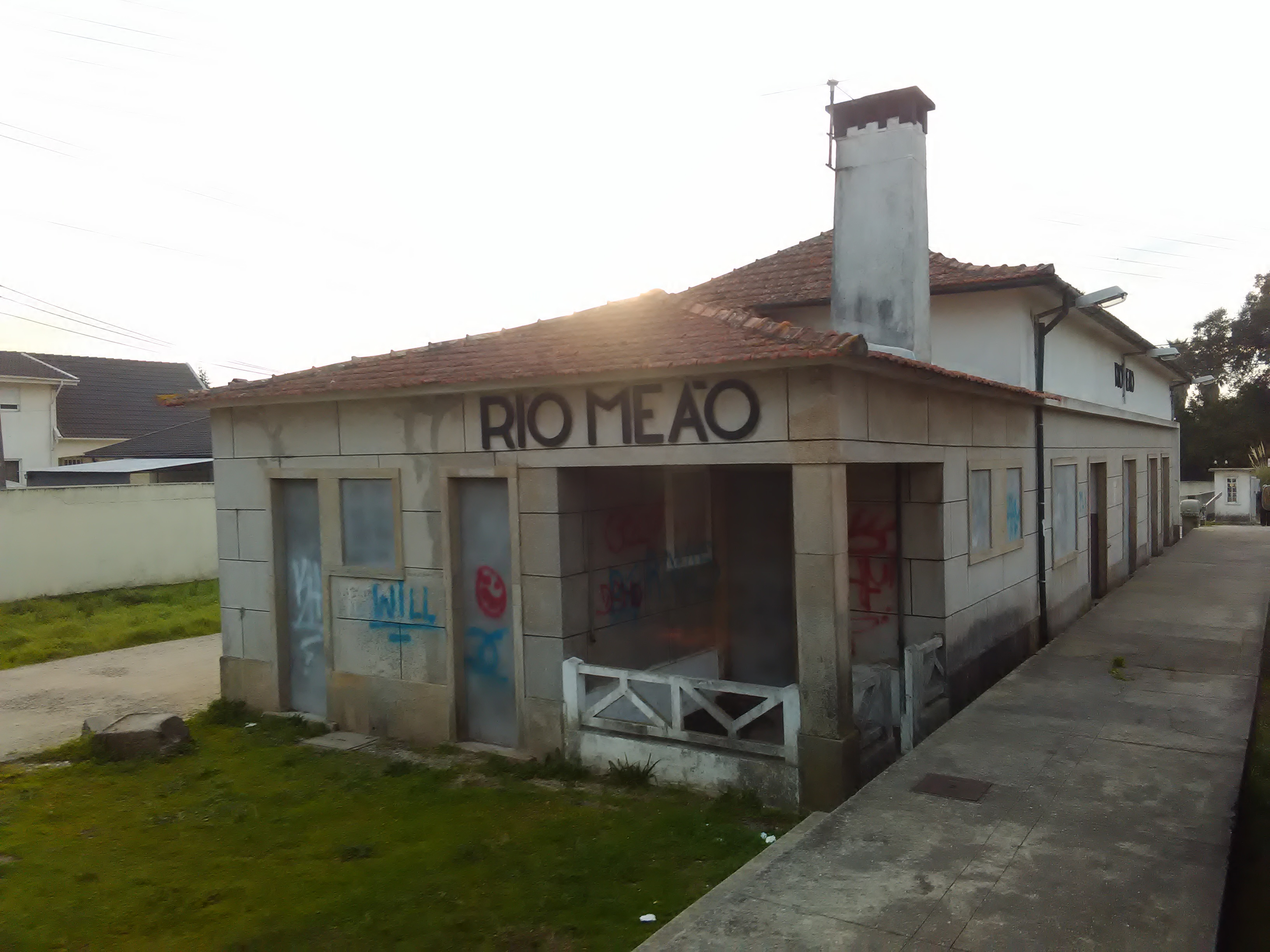
Apeadeiro de Rio Meão, em 2016.

## Descrição

### Infraestrutura
O edifício de passageiros situa-se do lado norte da via (lado direito do sentido ascendente, para Viseu).

### Serviços
Em dados de 2022, esta interface é servida por comboios de passageiros da C.P. de tipo regional, com oito circulações diárias em cada sentido, entre Espinho-Vouga e Oliveira de Azeméis.

## História
Este apeadeiro faz parte do troço entre as estações de Espinho e Oliveira de Azeméis, que foi inaugurado em 21 de Dezembro de 1908.

Em 1913 Rio Meão era ainda um ponto de paragem na linha; posteriormente um edifício de passageiros (típico de estação) foi construído, ainda que este interface mantivesse o estatuto de apeadeiro em 1985.